# Hypericum ascyron
Hypericum ascyron är en johannesörtsväxtart. Hypericum ascyron ingår i släktet johannesörter, och familjen johannesörtsväxter.

## Underarter
Arten delas in i följande underarter:
- H. a. ascyron
- H. a. gebleri
- H. a. pyramidatum

## Bildgalleri

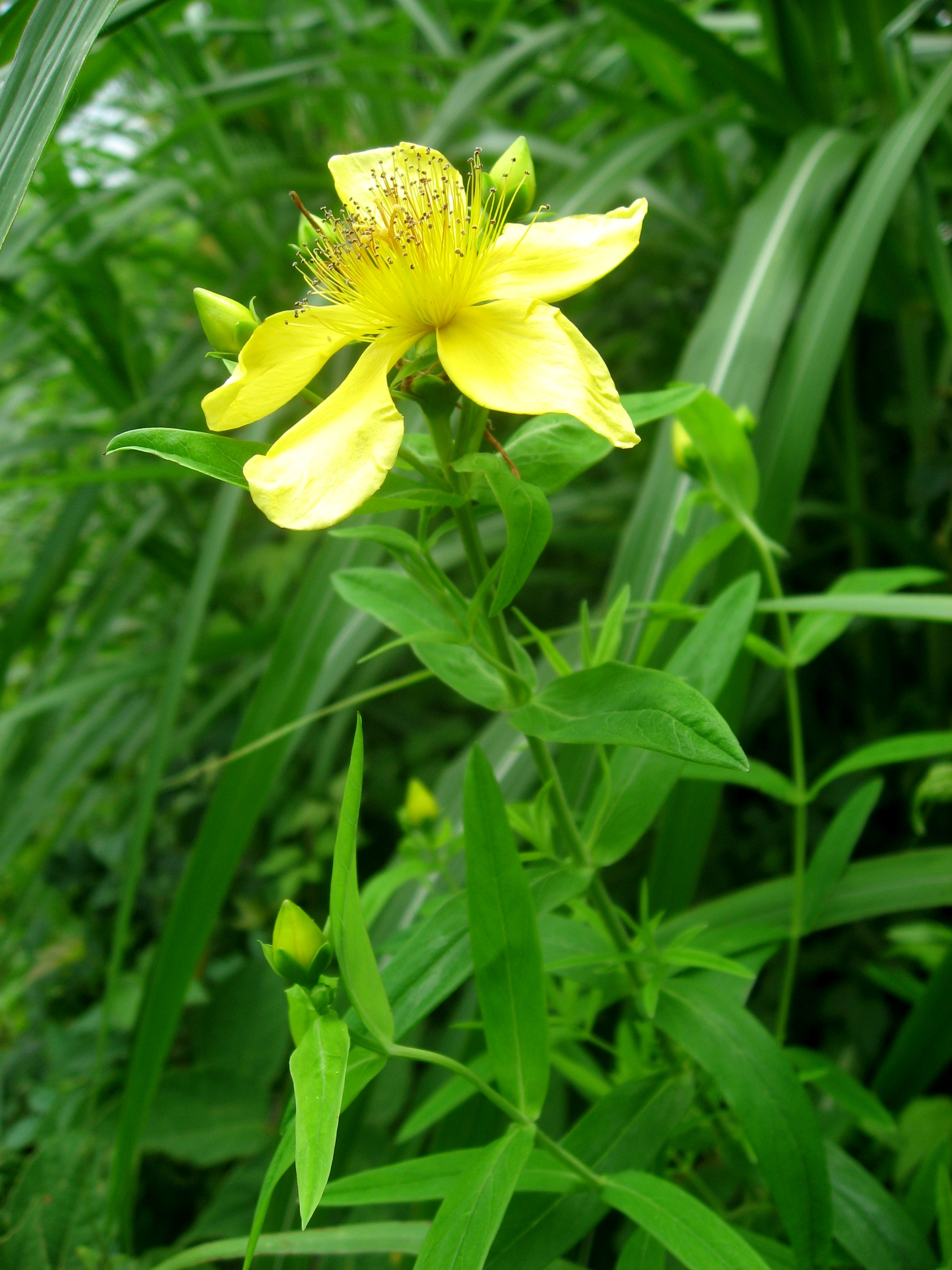
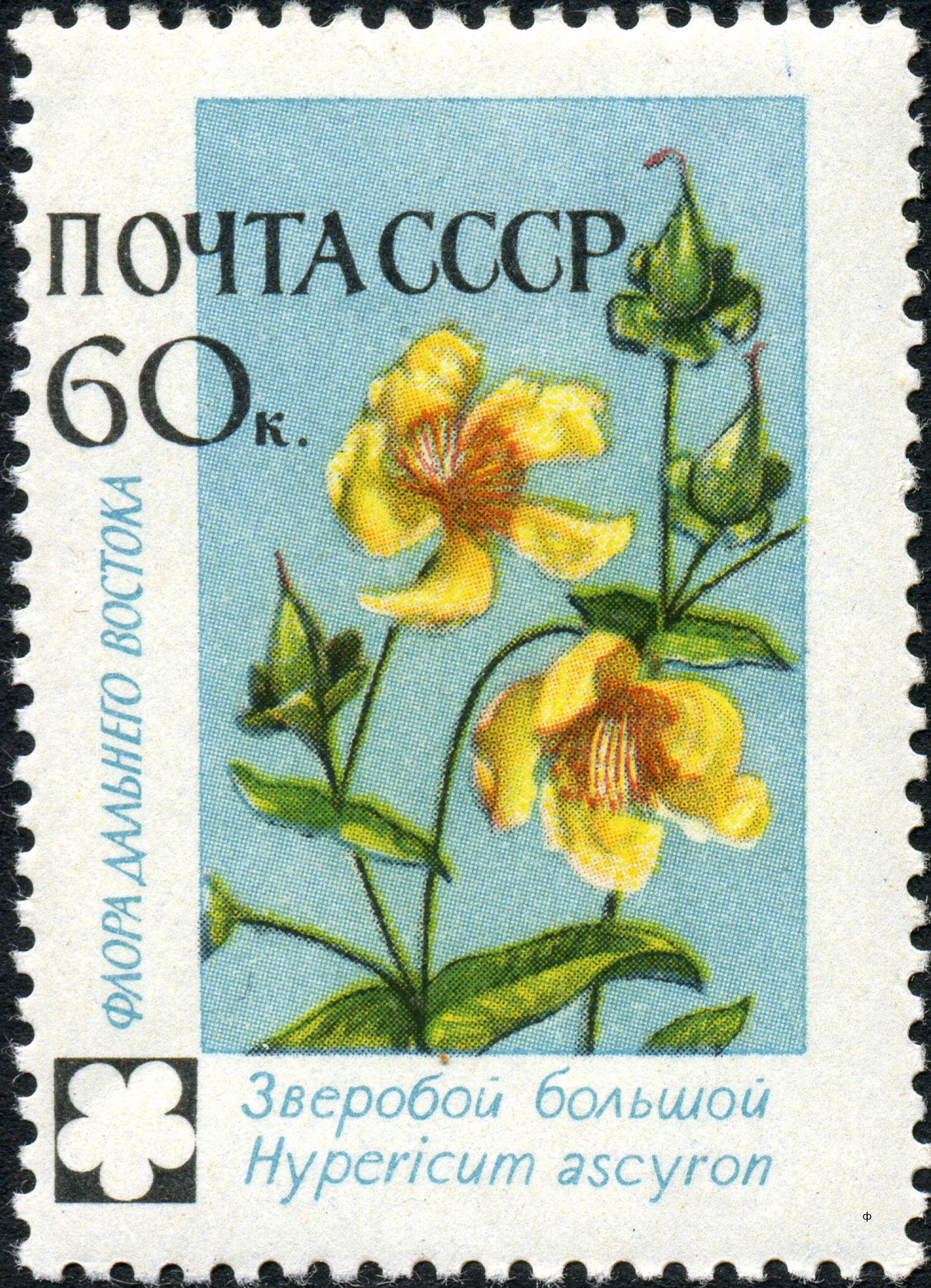